# Le Châtelet-sur-Sormonne
 Le Châtelet-sur-Sormonne  là một xã ở tỉnh Ardennes, thuộc vùng Grand Est ở phía bắc nước Pháp.